# Yakhontovite
La yakhontovite (simbolo IMA: Ykh) è un raro minerale del gruppo della smectite appartenente alla famiglia minerale dei "silicati e grmanati" con composizione chimica (Ca,Na,K)0,2(Cu,Fe,Mg)2Si4O10(OH)2 • 3(H2O)
Strutturalmente appartiene ai fillosilicati.

## Etimologia e storia
La yakhontovite è stata chiamata in questo modo nel 1986 da V.P. Postnikova, S.I. Tsipurski, G.A. Sidorenko e A.V. Mokhov in onore di Liya Konstantinovna Yakhontova (1925 - 2007), professoressa russa di mineralogia presso l'Università statale di Mosca (Russia).

## Classificazione
La nona edizione della sistematica minerale di Strunz, valida dal 2001 e aggiornata dall'Associazione Mineralogica Internazionale (IMA) fino al 2009, elenca la yakhontovite nella classe "9. Silicati (germanati)" e da lì nella sottoclasse "9.E Fillosilicati"; questa viene ulteriormente suddivisa in base alla struttura del minerale in modo tale da trovare la yakhontovite nella sezione "9.EC Fillosilicati con fogli di mica, composti di reti di tetraedri e ottaedri" dove insieme a montmorillonite, nontronite, beidellite, kurumsakite e volkonskoite forma il sistema nº 9.EC.40.
Tale classificazione viene mantenuta anche nell'edizione successiva di tale sistematica, proseguita dal database "mindat.org" e chiamata Classificazione strunz-mindat.
Nella Sistematica dei lapis (Lapis-Systematik) di Stefan Weiß la yakhontovite è elencata nella classe dei "silicati" e nella sottoclasse dei "silicati stratificati"; da qui si trova nella sezione dei "minerali argillosi, regolarmente stratificati; silicati stratificati simili alla mica con gruppi [Si4O10]4- e strutture correlate; gruppo della montmorillonite" dove insieme a brinrobertsite, montmorillonite, beidellite, volkonskoite, swinefordite e nontronite forma il sistema nº VIII/H.19.
La classificazione dei minerali secondo Dana, che viene utilizzata principalmente nel mondo anglosassone, classifica la yakhontovite nella classe dei "silicati e germanati" e lì nella sottoclasse dei "minerali fillosilicati"; qui è nel "gruppo della smectite (smectite triottaedrica)" con il sistema nº 71.03.01b all'interno della suddivisione dei "fillosilicati: strati di anelli a sei membri con minerali argillosi 2:1" insieme a sobotkite, saponite, sauconite, hectorite, pimelite, stevensite e zincsilite.

## Abito cristallino
La yakhontovite cristallizza nel sistema monoclino con gruppo spaziale sconosciuto, anche se altra fonte riporta come gruppo spaziale C2/m (gruppo nº 12). I parametri reticolari sono a = 5,26 Å b = 9,108 Å e c = 13,89 Å.

## Origine e giacitura
La yakhontovite è stata trovata come vena e rivestimenti in minerali di cassiterite solfata profondamente ossidati; la si può trovare associata a pirrotite, calcopirite, pirite, stannite, malachite, pseudomalachite, crisocolla, vari ossidi di ferro e quarzo.
Il minerale è estremamente raro ed è stato trovato solo in pochissimi siti; oltre alla sua località tipo, il deposito di stagno di "Pridorozhnoye" nel territorio russo di Chabarovsk, sempre in Russia la yakhontovite è stata rinvenuta anche nel Lovozerskij rajon (Oblast' di Murmansk).
Altri luoghi di ritrovamento sono il distretto di Solwezi (rovincia Nord-Occidentale, Zambia); nelle contee di Mineral, di Sussex e di Hidalgo (tutte negli Stati Uniti); infine a Villahermosa del Rio (nella Comunità Valenciana, Spagna).